# 4672 Takuboku
4672 Takuboku је астероид главног астероидног појаса. Приближан пречник астероида је 35,59 ,
а средња удаљеност астероида од Сунца износи 3,187 астрономских јединица (АЈ).
Инклинација (нагиб) орбите у односу на раван еклиптике је 15,553 степени, а орбитални период износи 2078,190 дана (5,689 година). Ексцентрицитет орбите астероида износи 0,053.
Апсолутна магнитуда астероида износи 10,90 а геометријски албедо 0,060.
Астероид је откривен 17. априла 1988. године.